# OCZ

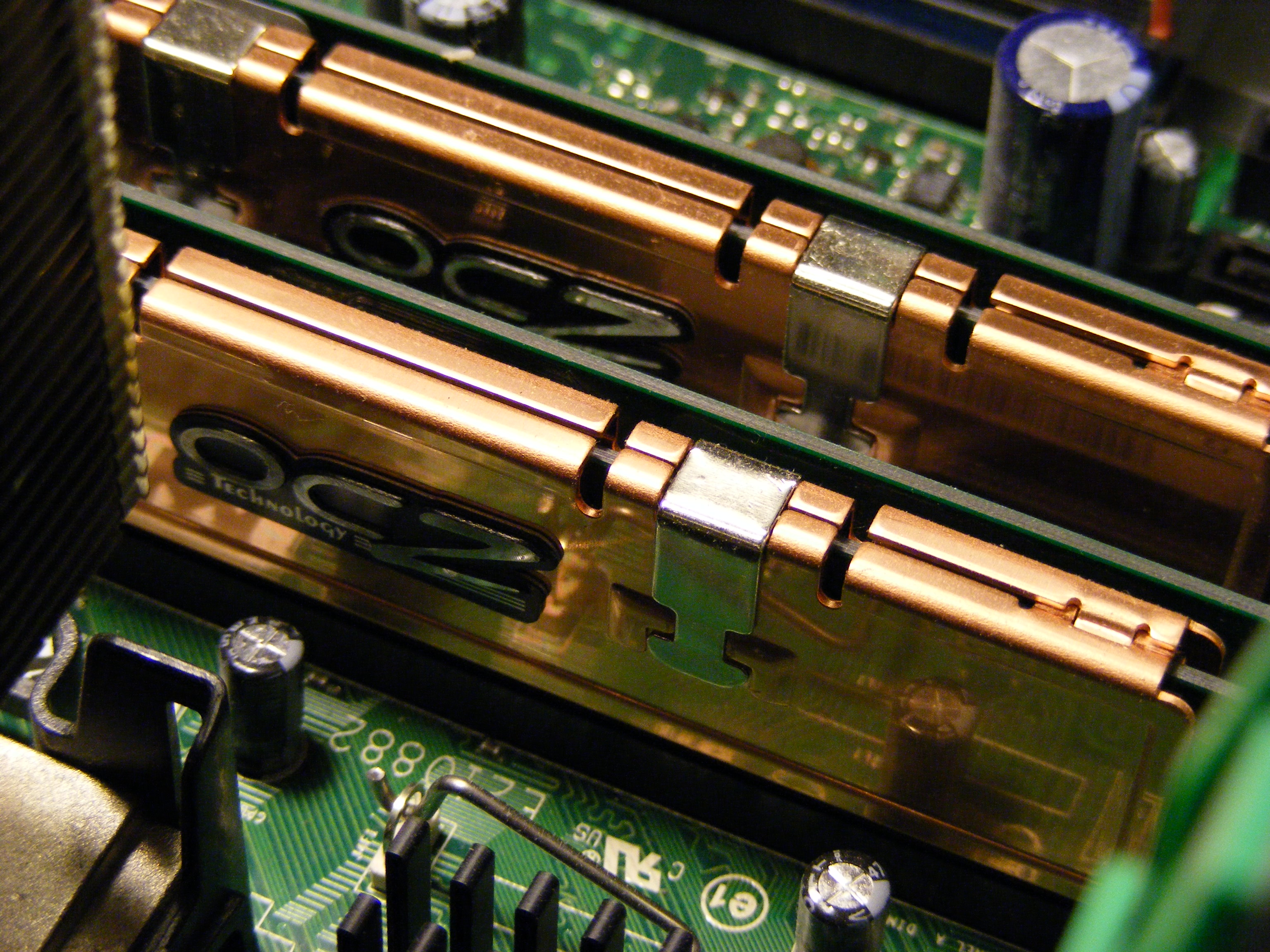
Módulos de memória RAM DDR2 Modelo Gold-Series da OCZ

A OCZ é uma fabricante de hardware de computador com sede em San José, Califórnia, EUA. Desde que entrou no mercado de memória em 2002, a OCZ tem como alvo seus produtos principalmente para o mercado entusiasta de hardware de computador, em primeiro lugar produzir memórias RAM de alto desempenho, placas de vídeo, drives USB e vários produtos de refrigeração. OCZ atualmente produz discos de estado sólido (SSDs), fontes de alimentação, e é mais conhecido por seus watercoolers.
A OCZ recentemente começou a se concentrar em Armazenamento de dados comerciais e corporativos com a expansão dos negócios SSD além das memórias RAM. A empresa produz uma gama de interfaces, incluindo SSD SATA II, PCI-Express, SAS, e USB 3.0 tanto para o cliente quanto a aplicações corporativas. A empresa anunciou recentemente a RevoDrive que é uma unidade PCI-E de arranque para o mercado entusiasta. Recentemente ela também anunciou uma nova interface SSD chamado HSDL que é uma nova interface ultra rápida para PCIe / SAS híbridos, juntamente com os produtos correspondentes a implementação.
Ela também é referência no mercado em relação as suas fontes de alimentação para PCs e possui convênios com empresas de montagem de microcomputadores.

## Informações Corporativas
A OCZ mantém escritórios satélites na Holanda, Canadá, Brasil, bem como instalações de fabricação e logística, em Taiwan. A empresa veio a público em junho de 2006 em Londres. 
No entanto, no início de março de 2009, a empresa anunciou sua intenção de retirada da Companhia do LSE, a fim de prosseguir uma listagem em uma bolsa de valores americana. A empresa anunciou uma listagem na NASDAQ  em 24 de abril de 2010 sob o símbolo "OCZ".

## Propriedade Intelectual
Em novembro de 2010, OCZ adquiriu a propriedade intelectual de Solid Data Inc. para Fibre Channel, SAS, e ativos de controladores de unidade SSD. A OCZ adquiriu os ativos de dados sólida para um valor total de aproximadamente $ 950.000, composto de ações ordinárias restrito e dinheiro.
Em março de 2011, a OCZ adquiriu Indilinx Co., Ltd, uma provedora privada fabless controlador de de flash de silício e software para SSDs. A OCZ ganhou propriedades intelectuais, incluindo cerca de 20 patentes e aplicações de patentes relacionadas com o negócio, por aproximadamente US $ 32 milhões de ações ordinárias OCZ. Seguinte ao da sua aquisição, Indilinx continuará a produzir e fornecer sua linha de produtos para os fabricantes de controlador SSD e OEMs em uma base global. Os negócios de controladores da Indilinx, e seus 45 funcionários, permanecerão intactos sob a liderança de Kim Bumsoo, o fundador e presidente da Indilinx, e Chung Hyunmo, Diretor de Tecnologia da Indilinx Chief.
Em 5 de outubro de 2011,a OCZ anunciou a intenção de assumir a Oxford Semicondutor que se especializa no desenvolvimento de chips SoC de armazenamento.

## Referencias
1. ↑  http://ir.stockpr.com/ocztechnology/recent-news/detail/833/ocz-technology-acquires-intellectual-property-from-solid-data-inc-for-fibre-channel-sas-and-solid-state-drive-controller-assets
2. ↑  http://www.ocztechnology.com/aboutocz/press/2011/421
3. ↑  http://www.ocztechnology.com/aboutocz/press/2011/453